# Тюкян
Тюкя́н (Тююкэн) — река в Якутии, левый приток Вилюя. Длина реки — 747 км, площадь водосборного бассейна — 16 300 км². Берёт начало на Среднесибирском плоскогорье, протекает по Центральноякутской равнине. Питание снеговое и дождевое. Замерзает в октябре, вскрывается в мае. Среднегодовой расход воды — в устье — 30 м³/с. Основной приток — Чилли.

## Притоки
По порядку от устья к истоку:
- 49 км: Чилии (пр.)
- 88 км: Укукуут (лв.)
- 122 км: Эбэ-Юрэгэ (лв.)
- 140 км: Дьаабы-Юрэгэ (лв.)
- 171 км: Ньюкут-Юрэгэ (лв.)
- 194 км: Ииннээх (лв.)
- 227 км: Харыйалаах (лв.)
- 244 км: Ньэгэдьэх-Юрэгэ (лв.)
- 251 км: Кутаны (пр.)
- 278 км: без названия (лв.)
- 278 км: Дьэгэ (лв.)
- 279 км: руч. Амбардаах (пр.)
- 308 км: Чэмпэрээк (лв.)
- 313 км: Бурусунгда (пр.)
- 318 км: Чункулуун (лв.)
- 325 км: Ынгаах (лв.)
- 336 км: Чундукаа (пр.)
- 345 км: Арбангда (лв.)
- 359 км: Оччугуй-Юрэх (лв.)
- 373 км: Тимир-Юрэх (лв.)
- 375 км: Чоху (пр.)
- 402 км: без названия (лв.)
- 410 км: без названия (лв.)
- 420 км: Тойон-Уйалаах (лв.)
- 425 км: Кэнэлдьэх (лв.)
- 427 км: Кэрэх-Юрэх (лв.)
- 428 км: Кэрэх-Юрэх (пр.)
- 455 км: Тэнкэлээх (пр.)
- 486 км: без названия (пр.)
- 498 км: Дяндукан (пр.)
- 521 км: Макыр (лв.)
- 532 км: Кэрчик (пр.)
- 546 км: Орто-Юрэх (лв.)
- 612 км: Туора-Юрэх (лв.)
- 629 км: Муосааны-Юрэх (лв.)
- 644 км: Эйк-Сээнэ (лв.)
- 651 км: Юрюнг-Тиингнээх (пр.)
- 699 км: Сээн-Алысардаах (лв.)